# بلک‌لد ایلند

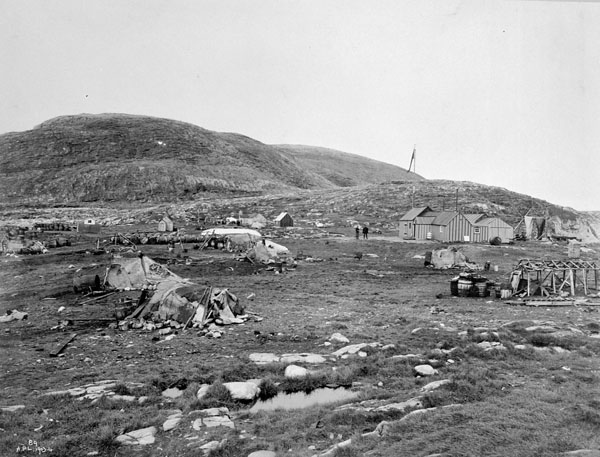
بلک‌لید ایسلند

بلک‌لید ایسلند (به انگلیسی: Blacklead Island) جزیره ساحلی از جزایر ساحلی بافین واقع در کانادا است.